# Okerstausee
De Okerstausee of Okersee is een stuwmeer in de Duitse deelstaat Nedersaksen, in de gemeente Clausthal-Zellerfeld, en werd in de periode 1949 tot 1956 gebouwd. Hiervoor werd Schulenberg im Oberharz verplaatst.

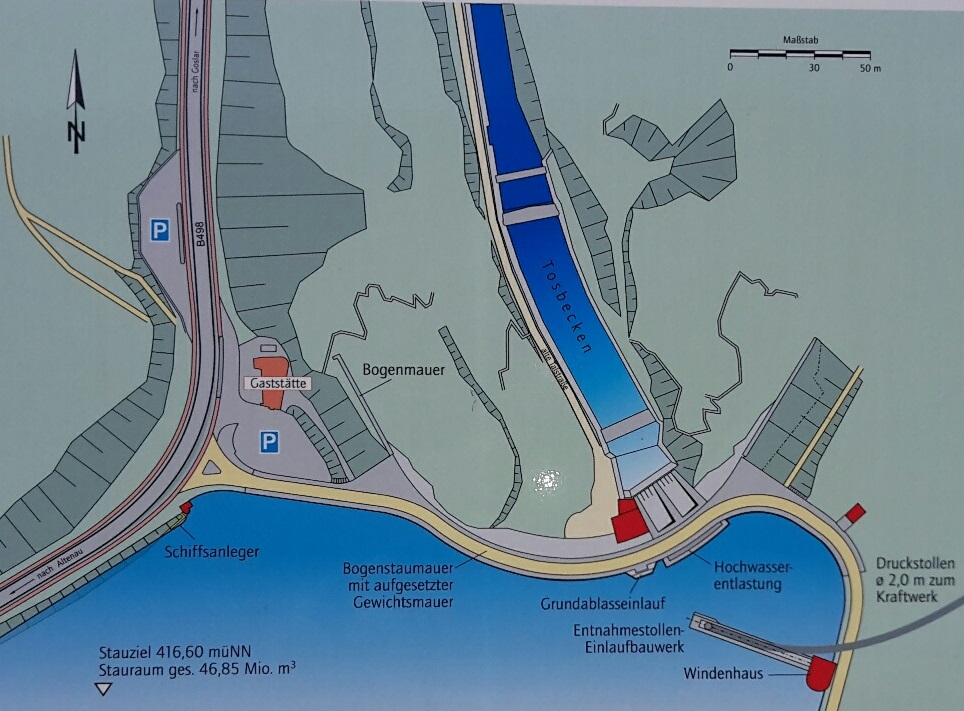
Plattegrond stuwdam en omgeving
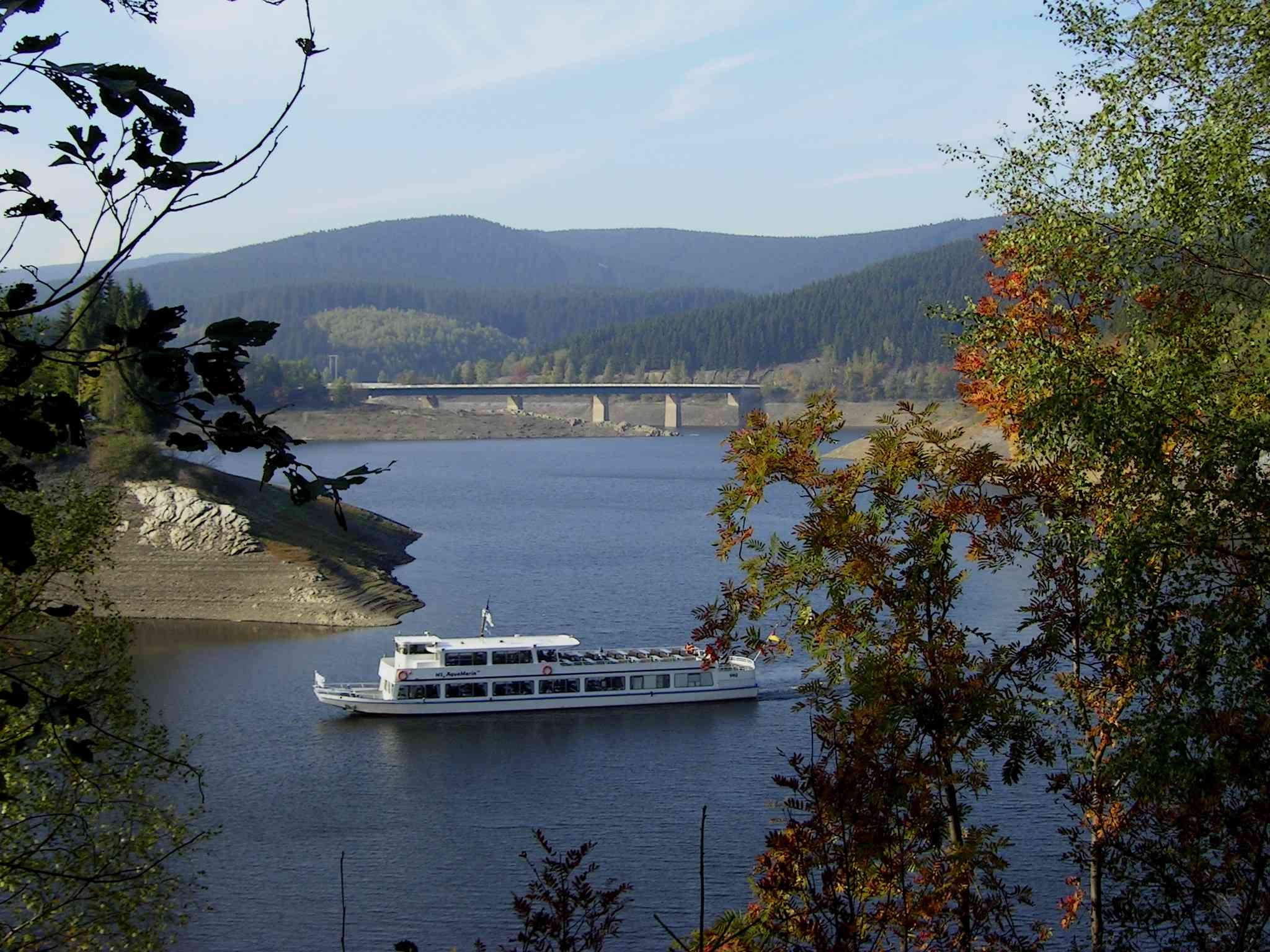
Uitzicht op de dam
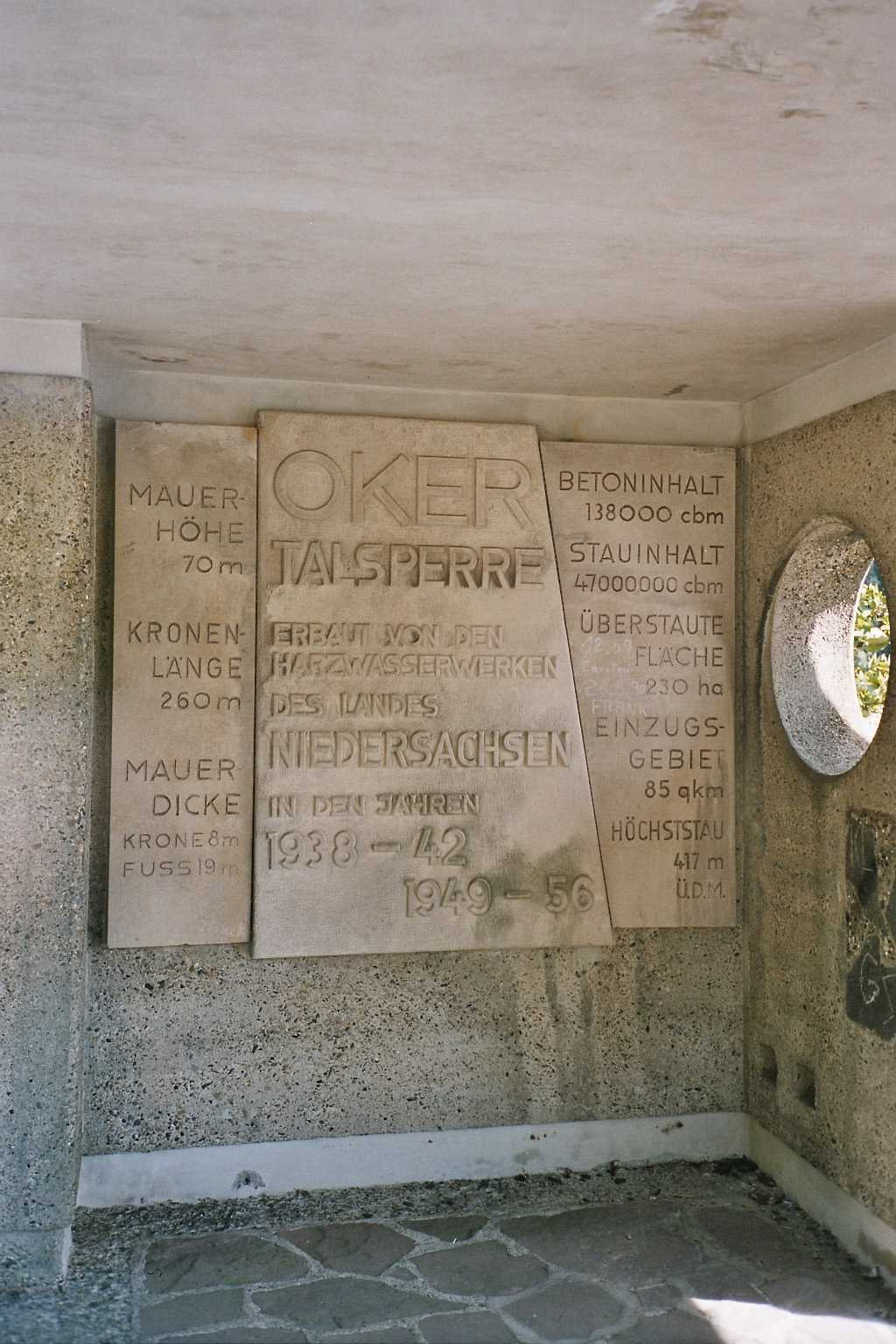
Stèle met technische gegevens
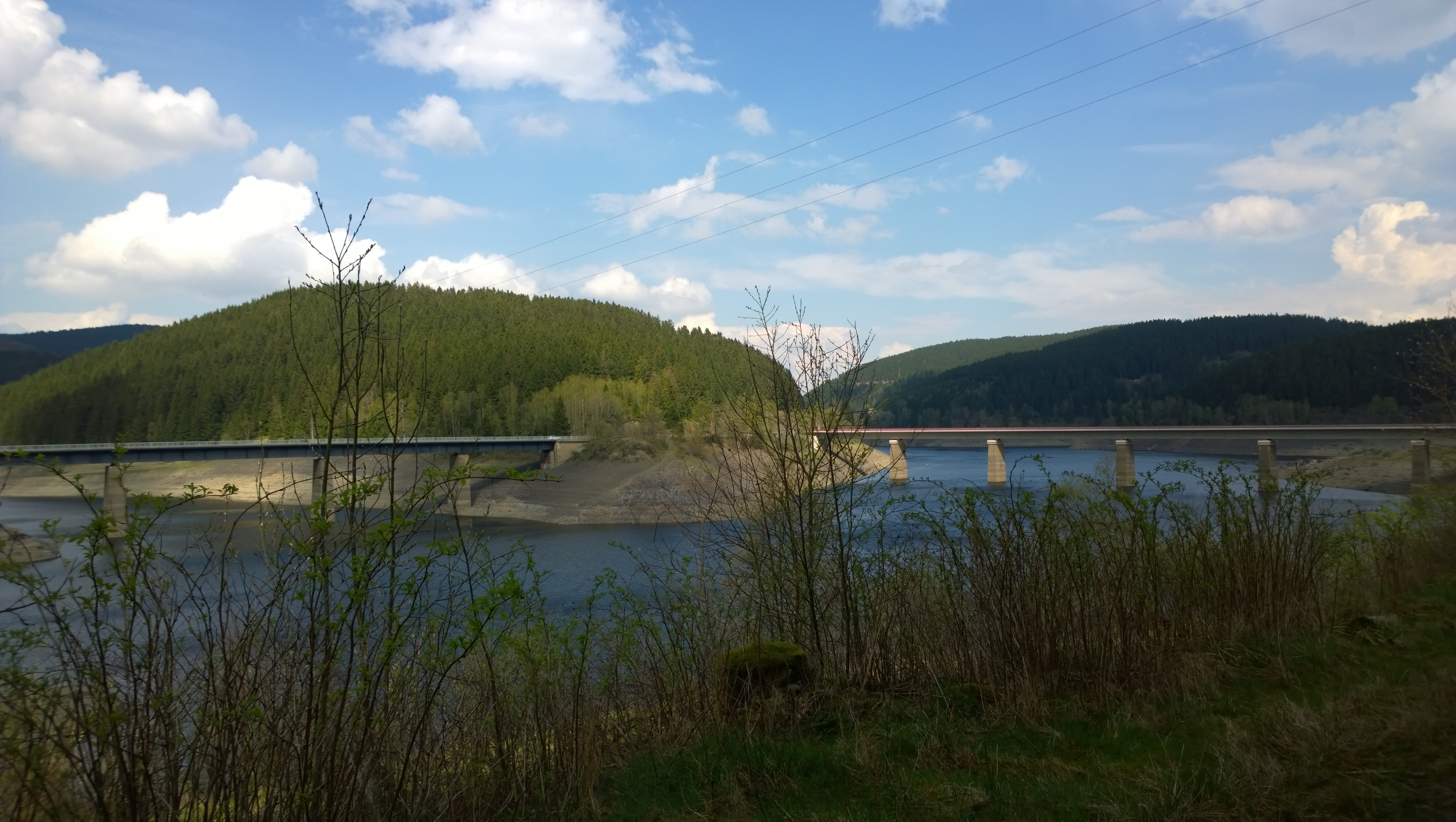
Brug over het stuwmeer Weißwasserbrücke
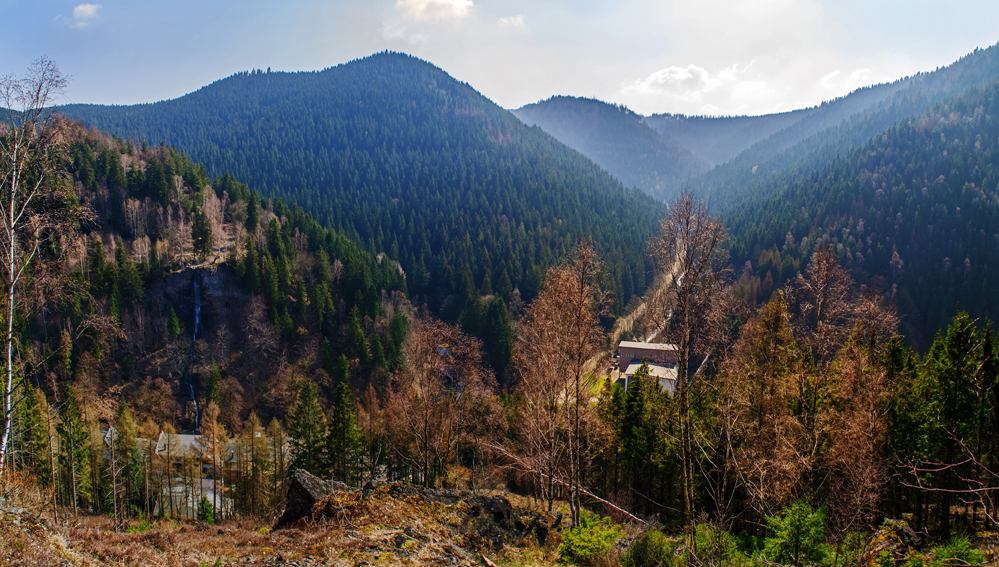
Elektriciteitscentrale en waterval (links) Romkerhalle

De stuwdam ligt aan de uiterste noordkant van het stuwmeer. Langs het stuwmeer loopt de Bundesstraße 498 Clausthal-Zellerfeld- Sudmerberg, gemeente Goslar.
De elektriciteitscentrale en de kunstmatige waterval Romkerhalle liggen  juist aan weerszijde van de grens tussen deze steden; de centrale in de gemeente Clausthal-Zellerfeld, de waterval in Oker, gemeente Goslar.
Het stuwmeer is toeristisch ontwikkeld. Men kan een anderhalf uur durende tocht in een rondvaartboot over het meer maken, en watersporten zoals zeilen en windsurfen zijn toegestaan. Op enkele plekken mag ook in het meer worden gezwommen. Rondom het meer lopen diverse wandel- en fietsroutes. Aan de zuidpunt, bij de B 498, ligt een grote camping.